# Woodstock (Minnesota)
Woodstock és una població dels Estats Units a l'estat de Minnesota. Segons el cens del 2000 tenia 132 habitants.

## Demografia
Segons el cens del 2000, Woodstock tenia 132 habitants, 63 habitatges, i 28 famílies. La densitat de població era de 92,7 habitants per km².
Dels 63 habitatges en un 23,8% hi vivien nens de menys de 18 anys, en un 42,9% hi vivien parelles casades, en un 1,6% dones solteres, i en un 54% no eren unitats familiars. En el 50,8% dels habitatges hi vivien persones soles el 31,7% de les quals corresponia a persones de 65 anys o més que vivien soles. El nombre mitjà de persones vivint en cada habitatge era de 2,08 i el nombre mitjà de persones que vivien en cada família era de 3,24.
Per edats la població es repartia de la següent manera: un 25% tenia menys de 18 anys, un 2,3% entre 18 i 24, un 31,1% entre 25 i 44, un 14,4% de 45 a 60 i un 27,3% 65 anys o més.
L'edat mitjana era de 40 anys. Per cada 100 dones de 18 o més anys hi havia 80 homes.
La renda mitjana per habitatge era de 17.500 $ i la renda mitjana per família de 42.500 $. Els homes tenien una renda mitjana de 22.083 $ mentre que les dones 19.250 $. La renda per capita de la població era de 13.269 $. Cap de les famílies i el 5,5% de la població estaven per davall del llindar de pobresa.

## Poblacions més properes
El següent diagrama mostra les poblacions més properes.